# Matsuveränitet
Matsuveränitet handlar om att ha god lokal tillgång till hälsosam och ekologiskt producerad mat och att därigenom ha en bättre försörjningsgrad i närområdet.
1996 presenterade småbrukarnätverket La Via Campesina en teori och ett ramverk som ett motförslag och alternativ till de rådande åsikterna om matsäkerhet och världshandelspolitik. I deklarationen ”Food Sovereignty: A Future without Hunger” (1996) fastställer Via Campesina att ”Matsuveränitet är rätten för varje land att bibehålla och utveckla sin egen förmåga att producera sina baslivsmedel, respekterande den kulturella och produktiva mångfalden. Vi har rätt att producera vår egen mat i vårt eget territorium. Matsuveräniteten är en förutsättning för verklig matsäkerhet”.
Matsuveränitet kräver jordbruksreformer som gynnar småskaliga, lokala producenter och de landlösa, en omorganisering av den globala livsmedelshandeln så den prioriterar lokala marknader och självförsörjning. Konceptet matsuveränitet motsätter sig inte handel i sig men menar att nuvarande internationella handelsavtal inte gynnar eller är till förmån för småskaliga jordbrukare. Mat kan inte ses som vilken annan handelsvara som köps eller säljs. Matsuveränitet förespråkar istället rätten för nationer och människor att kunna begränsa och reglera handeln om detta behövs för att skydda småskaliga jordbrukare och marginaliserade samhällen på landsbygden från dumpning och orättvis konkurrens. Målet är att skapa ett jordbruk som är självförsörjande, garanterar social rättvisa, bygger lokal resiliens och ekonomisk vinst med bevarande av naturen.
För att skapa långsiktigt hållbar utveckling förespråkas agroekologi.